# Burgerij

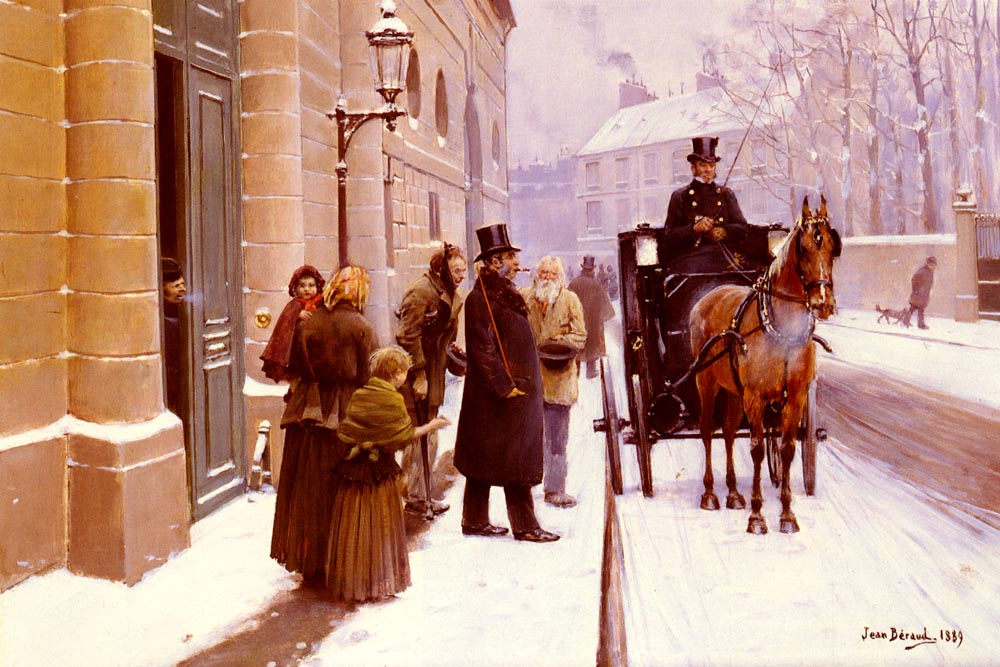
La sortie du bourgeois, geschilderd door Jean Béraud (1889)

De burgerij, burgerdom of bourgeoisie (uitgesproken als: [boer-zjwaa-zie]) is een sociale klasse van mensen in de middenklasse die hun macht of status ontlenen aan hun vermogen, opleiding en werk, anders dan de  aristocraten, die hun status in eerste plaats aan hun familieachtergrond ontlenen.
De burgerij als klasse ontstond in het laatmiddeleeuwse Europa uit de bovenlaag van de stadsbevolking en doet vanaf de vroegmoderne tijd zijn economische, politieke en culturele invloed gelden. Ze geldt als drager van enkele grote ontwikkelingen in deze periode, die samengevat worden onder de noemers moderniteit, Verlichting en kapitalisme.

## Etymologie
"Burgerij" of het Franse bourgeoisie betekent letterlijk "de inwoners van een stad" (Nederlands burg/burcht, Frans bourg, van een Germaans woord voor "versterkte plaats"). Het begrip drukt een zekere autonomie van de stadsbevolking uit, vervat in burgerrechten, die niet golden voor de bewoners van het platteland.

## Kenmerken
De burgerlijke klasse wordt geassocieerd met waarden als handels- en ondernemingsgeest, rationeel handelen, individualisme, politiek en economisch liberalisme, republikeins bestuur. Verdienste staat in principe boven afkomst.
In pejoratieve zin duiden de woorden 'burgerlijk,' 'bourgeois,' etc. een oppervlakkige, materialistische levensstijl en een conservatieve grondhouding aan. In Vlaanderen, waar de burgerij van oudsher verfranst was (en hoegenaamd vervreemd van het gewone volk), staat "bourgeois" soms synoniem aan "franskiljon".
In het marxisme en diverse andere socialistische denkwijzen wordt de bourgeoisie gelijkgesteld aan de kapitalisten: degenen die de economie domineren en leven van winst, ontstaan uit de arbeid van anderen.

## Geschiedenis

### Middeleeuwen
De oorsprong van de moderne burgerij ligt in de West-Europese steden in de late middeleeuwen, waar een nieuwe middenklasse van handelaren en gildemeesters prestige ontleenden aan hun groeiende vermogens en rechten van burgerschap verwierven. Allengs begonnen de burgers ook het bestuur van steden op zich te nemen en groeide hun invloed ten koste van de adel, de geestelijkheid en de oude militaire elite. Aanvankelijk lag Italië voorop in deze ontwikkeling: steden als Venetië, Genua en Florence werden republikeins bestuurd door vertegenwoordigers van de handel. Uitbreiding van de handel in Europa en omstreken deden de rijkdom van de burgerij aanzwellen.

### Vroegmoderne tijd

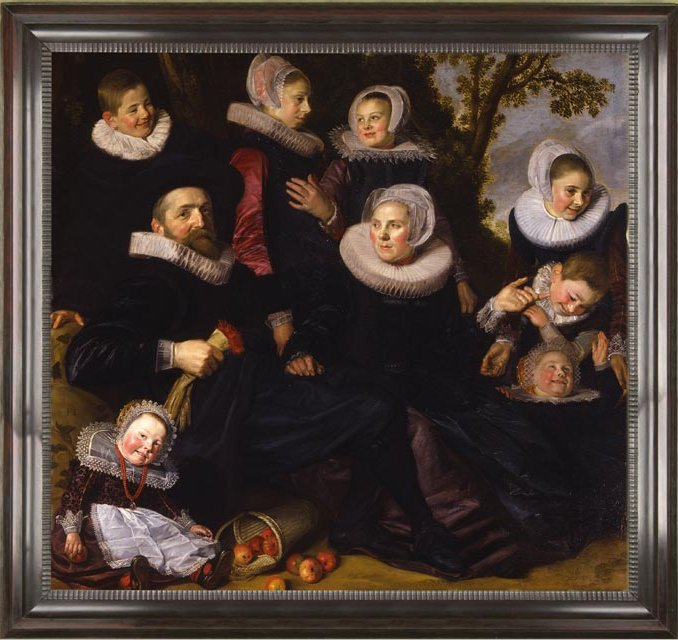
Burgerlijke cultuur in de zeventiende eeuw: familieportret van het gezin van lakenhandelaar Gijsbert Claesz. van Campen door Frans Hals. Olieverf op doek, ca. 1620, Museo de Arte de Toledo.

De vroegmoderne periode (ca. 1500-1800) is de periode van burgerlijke emancipatie in West-Europa. De handelsnetwerken van Europeanen strekten zich uit tot ver buiten het continent, zodat rijkdommen nu aangevoerd werden vanuit Amerika en Oost-Azië. Het bank- en kredietwezen nam zo'n centrale positie in de Europese economieën in dat geldleners hun macht konden doen gelden ten opzichte van de vorsten, die van hen afhankelijk waren voor de financiering van beleid en oorlogen.
In deze ontwikkelingen lagen Engeland en de Republiek lang voorop. In Frankrijk bestond een bloeiende burgerij in de steden, maar was het staatsgezag in handen van absolute vorsten, die uiteindelijk met de burgerij in botsing kwamen. De Franse Revolutie (vanaf 1789) wordt beschouwd als de gewelddadige uitbarsting van dit machtsconflict tussen bourgeoisie en ancien régime.
Er ontvouwde zich langzamerhand een burgerlijk wereldbeeld, gestoeld op ideeën als Verlichting en liberalisme.

### 19e eeuw tot heden
Na de industriële revolutie in de 19e eeuw werd het begrip bourgeoisie of burgerij in engere zin gebruikt om de bovenklasse in het kapitalistisch systeem aan te duiden: rijke zakenlieden zoals grote fabriekseigenaren en bankdirecteuren. De petite bourgeoisie was een klasse tussen de bourgeoisie en onderklasse in zoals winkeliers, kantoorlieden, artsen en onderwijzers, die zich cultureel op de hoge burgerij oriënteerden.
Naast deze groepen ontstond echter een nieuwe klasse van arbeiders (of proletariërs) uit de groep die eerder vooral bekend stond als 'het volk' of 'de armen' of (in tijden van oproer) 'het grauw:' de (relatief) verarmde plattelandsbevolking en degenen die in de steden werkzaam waren als dagloner. De industrialisering had hun arbeidskracht nodig om productie te bedrijven, die nu naast de handel een steeds belangrijker bron van rijkdom was. Al vroeg in de industriële periode kwamen arbeiders en burgerij met elkaar in conflict over zaken als beloning, arbeidstijd en politieke invloed, die de arbeiders aanvankelijk niet vergund was. Tegenover het republikeins-liberaal ideaal van de burgerij stelden de arbeiders en hun sympathisanten de eisen van socialisme en democratie. Pas in de twintigste eeuw zou democratie gemeengoed worden,  en werd het socialisme een politieke kracht van betekenis.